# Fito & Fitipaldis

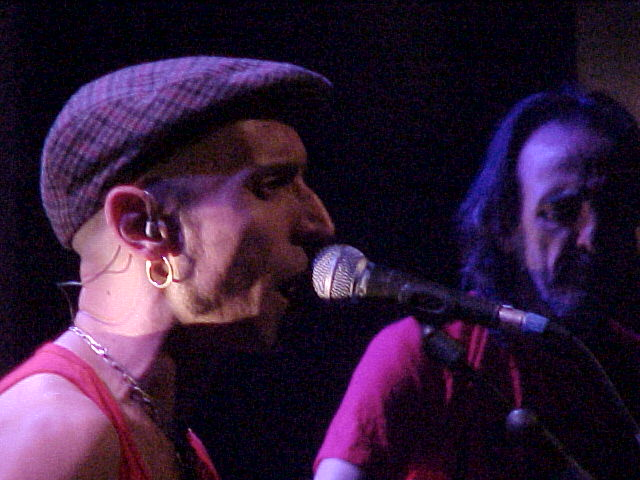
Fito & Fitipaldis

Fito & Fitipaldis è un gruppo musicale spagnolo fondato nel 1998 da Adolfo Cabrales Mato con l'intenzione di pubblicare canzoni che non erano nello stile del suo altro gruppo, Platero y tú. Il suo tipo di musica è molto eterogeneo, spaziando dal rock passando per il blues, il soul, lo swing ed altro. Di solito i testi raccontano di esperienze personali.
L'11 settembre 2006 è stato pubblicato l'album Por la boca vive el pez, che ha raggiunto il 1º posto nella classifica di vendita della AFYVE, divenendo in meno di due settimane disco di platino, con più di 100 000 copie vendute. Per questo, Fito & Fitipaldis è diventata la prima band della storia a porre tutta la sua discografia tra i 100 dischi più venduti della Spagna.

## Componenti
- Adolfo "Fito" Cabrales (voce principale, chitarra elettrica ed acustica)
- Carlos Raya (chitarra elettrica, slide e pedal steel, cori)
- Javier Alzola (sassofono)
- José ("El niño") Bruno (batteria, percussioni)
- Candy Caramelo (basso, cori)
- Joserra Semperena (Hammond e piano)

### Ex componenti (periodo 2001-2005)
- Batiz (chitarra)
- Roberto Caballero (basso)
- Irazoki (Batteria)
- Polako (prima batteria)

## Discografia
- A puerta cerrada (1998)
- # Rojitas las orejas
- # Trozos de cristal (con Roberto Iniesta degli Extremoduro)
- # Barra americana
- # Mirando al cielo
- # Quiero beber hasta perder el control (cover dei Los Secretos)
- # El lobo se espanta
- # ¡Qué divertido!
- # Trapos sucios
- # Ojos de serpiente
- # El funeral
- Los sueños locos (2001)
- # Al mar
- # Para toda la vida
- # Perro viejo
- # Cerca de las vías
- # A la luna se le ve el ombligo
- # Ni negro ni blanco (con Roberto Iniesta degli Extremoduro)
- # Sevilla de Bilbao (strumentale)
- # Mientras tanto (cover di Leño). Interpretata da Rosendo Mercado.
- # Alegría (strumentale)
- # A mil kilómetros
- Lo más lejos a tu lado (2003)
- # La casa por el tejado (con Lichis dei La Cabra Mecánica)
- # Un buen castigo
- # Feo
- # El ojo que me mira
- # Soldadito marinero
- # Corazón oxidado
- # Quiero ser una estrella (cover dei Los Rebeldes)
- # Nada que decir
- # Vamonó (strumentale)
- # Las nubes de tu pelo
- # Whisky barato
- # Siempre estoy soñando
- Vivo... para contarlo (Live, 2004)
- Por la boca vive el pez (2006)
- # Por la boca vive el pez
- # Me equivocaría otra vez
- # Como pollo sin cabeza
- # Sobra la luz
- # Viene y va
- # 214 Sullivan Street (strumentale)
- # Dónde todo empieza
- # Deltoya (versione degli Extremoduro)
- # Acabo de llegar
- # No soy Bo Diddley
- # Medalla de cartón
- # Esta noche
- # Abrazado a la tristeza (cover degli Extrechinato y tú)
- Antes de que cuente diez  (2009)
- # Antes de que cuente diez
- # Me acordé de ti
- # Tarde o temprano
- # Catorce vidas son dos gatos
- # Todo a cien (cover di La Cabra Mecánica)
- # Los huesos de los besos
- # Que me arrastre el viento
- # Que necesario es el rock&roll
- # Conozco un lugar
- # La cuisine de Bernard